# Серцево-легенева реанімація

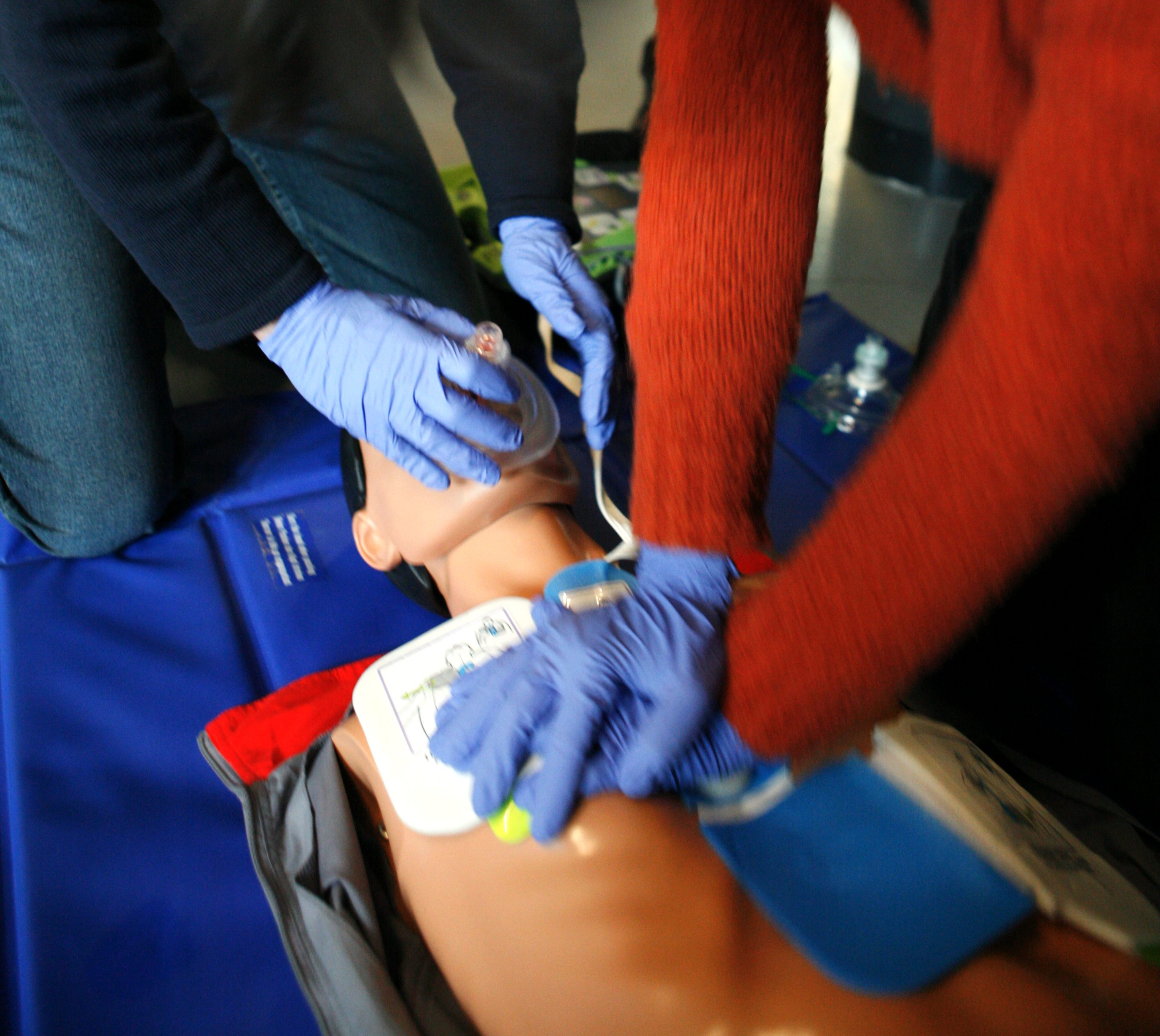
Практика СЛР в класі надзвичайної допомоги

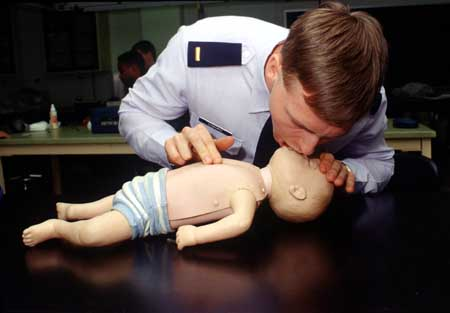
Непрямий масаж серця дитини

Серцево-легенева реанімація (ресусцитація, СЛР, англ. cardiopulmonary resuscitation, CPR, Серцево-легенево-мозкова реанімація) — невідкладна медична комплексна процедура, спрямована на відновлення життєдіяльності організму та виведення його зі стану клінічної смерті. Включає штучну вентиляцію легенів (штучне дихання) та компресії грудної клітки (непрямий масаж серця). Основи СЛР заклав американський науковець Френк Пентрідж.
Починати СЛР постраждалого необхідно якомога раніше. При цьому наявність двох із трьох ознак клінічної смерті — відсутність свідомості і пульсу — достатні свідчення для її початку. Засновником серцево-легеневої реанімації вважається австрійський лікар Петер Сафар, іменем якого названо потрійний прийом Сафара.

## Показання до проведення СЛР
- Відсутність свідомості
- Відсутність дихання
- Відсутність пульсу (ефективніше в такій ситуації перевіряти пульс на сонних артеріях)

## Проведення СЛР

### Послідовність дій при наданні домедичної допомоги дорослим при раптовій зупинці кровообігу за відсутності автоматичного зовнішнього дефібрилятора:
Згідно до Наказу Про затвердження порядків надання домедичної допомоги особам при невідкладних станах послідовність дій при наданні медичної допомоги при раптовій зупинці кровообігу наступна:
1) Перед наданням допомоги переконатися у відсутності небезпеки та за її відсутності перейти до наступного кроку;
2) Визначити наявність свідомості — обережно потрясти дорослого за плече та голосно звернутися до нього, наприклад, «З Вами все гаразд? Вам потрібна допомога?»;
3) Якщо дорослий реагує: а) залишити його у попередньому положенні, якщо йому нічого не загрожує;
б) з'ясувати характер події, що сталася;
в) здійснити виклик екстреної медичної допомоги та дотримуватись вказівок диспетчера прийому виклику;
г) за необхідності надати дорослому зручного положення;
ґ) забезпечити нагляд за дорослим до приїзду бригади екстреної (швидкої) медичної допомоги;
4) Якщо дорослий не реагує: а) звернутися до осіб, які поряд, за допомогою. Якщо випадкових свідків декілька, слід звертатися до конкретної особи;
б) якщо дорослий лежить на животі, повернути його на спину та відновити прохідність дихальних шляхів. Якщо стан дорослого пов'язаний з отриманням травми, наприклад падіння з висоти, вважати, що у нього є травма в шийному відділі хребта. В такому випадку слід максимально обмежити рухи в шийному відділі хребта;
в) відновити прохідність дихальних шляхів, визначити наявність дихання за допомогою прийому: «чути, бачити, відчувати». Наявність дихання визначати до 10 секунд. Якщо виникли сумніви чи є дихання, або воно ненормальне, вважати, що дихання відсутнє;
5) Якщо дорослий дихає нормально, при відсутності свідомості слід перевести його у стабільне бокове положення, здійснити виклик екстреної медичної допомоги та перевіряти кожні 3-5 хвилин дихання до моменту приїзду бригади екстреної (швидкої) медичної допомоги. Якщо є настороженість щодо травми потрібно уникати повороту в стабільне бокове положення, а забезпечити прохідність дихальних шляхів методом висування нижньої щелепи до приїзду бригади екстреної (швидкої) медичної допомоги;
6) Якщо дихання відсутнє: а) здійснити виклик екстреної медичної допомоги та дотримуватись вказівок диспетчера прийому виклику. Якщо є інші випадкові свідки, слід сказати їм здійснити виклик екстреної медичної допомоги та негайно перейти до наступного кроку. При наявності гучного зв'язку на телефоні слід здійснювати виклик екстреної медичної допомоги та одночасно проводити серцево-легеневу реанімацію;
б) розпочати проведення серцево-легеневої реанімації: виконати 30 натискань на середину грудної клітки глибиною не менше 5 см (не більше 6 см), з частотою 100 натискань (не більше 120) за хвилину;
виконати 2 вдихи з використанням маски-клапану, дихальної маски тощо. При відсутності захисних засобів можна не виконувати штучне дихання, а проводити тільки натискання на грудну клітку. Виконання двох штучних вдихів повинно тривати не більше 5 секунд;
після двох вдихів продовжити натискання на грудну клітку відповідно до наведених рекомендацій у цьому підпункті;
не слід переривати натиснення на грудну клітку дорослому більше ніж на 10 секунд;
7) Змінювати особу, що проводить натискання на грудну клітку, кожні 2 хвилини. У випадку якщо особа, яка проводить натискання на грудну клітку, відчуває виснаження, заміну слід виконати раніше ніж через 2 хвилини;
8) Припинити проведення серцево-легеневої реанімації до прибуття бригади екстреної (швидкої) медичної допомоги за наступних умов:
- при появі у дорослого явних ознак життя; відновлення самостійного нормального дихання, координованої рухової активності, відкривання очей;
- виникненні загрози життю рятівнику та/або дорослому;
- неможливості проведення серцево-легеневої реанімації внаслідок значного фізичного виснаження.

### Послідовність дій при наданні домедичної допомоги дорослим при раптовій зупинці кровообігу та наявності автоматичного зовнішнього дефібрилятора:
1) Перед наданням допомоги переконатися у відсутності небезпеки та за її відсутності перейти до наступного кроку;
2) Визначити наявність свідомості — обережно потрясти дорослого за плече та голосно звернутися до нього, наприклад, «З Вами все гаразд? Вам потрібна допомога?»;
3) Якщо дорослий не реагує: а) звернутися до осіб, які поряд, за допомогою. Якщо випадкових свідків декілька, слід звертатися до конкретної особи;
б) якщо дорослий лежить на животі, повернути його на спину та відновити прохідність дихальних шляхів. Якщо стан дорослого пов'язаний з отриманням травми, наприклад падіння з висоти, вважати, що у нього є травма в шийному відділі хребта. В такому випадку слід максимально обмежити рухи в шийному відділі хребта;
в) відновити прохідність дихальних шляхів, визначити наявність дихання за допомогою прийому: «чути, бачити, відчувати». Наявність дихання визначати до 10 секунд. Якщо виникли сумніви, чи є дихання, або воно ненормальне, вважати, що дихання відсутнє;
г) здійснити виклик екстреної медичної допомоги та дотримуватись вказівок диспетчера прийому виклику. Якщо є інші випадкові свідки, слід сказати їм здійснити виклик екстреної медичної допомоги та негайно перейти до наступного кроку. При наявності гучного зв'язку на телефоні слід здійснювати виклик екстреної медичної допомоги та одночасно проводити серцево-легеневу реанімацію. Якщо рятувальник один, і не відомо, що автоматичний зовнішній дефібрилятор знаходиться у безпосередній близькості від місця події, не слід залишати дорослого та шукати автоматичний зовнішній дефібрилятор — в такому випадку слід проводити серцево-легеневу реанімацію як передбачено у пункті 3 цього Порядку;
ґ) розпочати проведення серцево-легеневої реанімації: виконати 30 натискань на середину грудної клітки глибиною не менше 5 см (не більше 6 см), з частотою 100 натискань (не більше 120) за хвилину;
виконати 2 вдихи рекомендовано з використанням маски-клапану, дихальної маски тощо. При відсутності захисних засобів можна не виконувати штучне дихання, а проводити тільки натискання на грудну клітку. Виконання двох штучних вдихів повинно тривати не більше 5 секунд;
після двох вдихів продовжити натискання на грудну клітку відповідно до наведених рекомендацій у цьому підпункті;
не слід переривати натискання на грудну клітку дорослому більше ніж на 10 секунд;
4) Змінювати особу, що проводить натискання на грудну клітку, кожні 2 хвилини. У випадку якщо особа, яка проводить натискання на грудну клітку, відчуває виснаження, заміну слід виконати раніше, ніж через 2 хвилини;
5) Як тільки автоматичний зовнішній дефібрилятор наявний на місці події, слід негайно: увімкнути пристрій та чітко дотримуватись голосових вказівок;
якщо осіб які надають допомогу декілька, вмикання автоматичного зовнішнього дефібрилятора та приклеювання електродів до грудної клітки дорослого слід одночасно з проведенням компресій на грудну клітку;
у випадку необхідності проведення дефібриляції, прослідкувати, щоб ніхто не торкався дорослого;
після проведення дефібриляції слід негайно розпочати натискання на грудну клітку;
6) Припинити проведення серцево-легеневої реанімації до прибуття бригади екстреної (швидкої) медичної допомоги за наступних умов:
- при появі у дорослого явних ознак життя; відновлення самостійного дихання, координованої рухової активності;
- виникненні загрози життю рятівнику та/або дорослому;
- неможливості проведення серцево-легеневої реанімації внаслідок значного фізичного виснаження.

У випадку появи явних ознак життя до приїзду бригади екстреної (швидкої) медичної допомоги, електроди від автоматичного зовнішнього дефібрилятора слід залишити на грудній клітці дорослого.

### Допомога при задушенні дитині до року
Допомога при задушенні дитині до року[уточнити термін][джерело?]
1. Прийміть положення сидячи, дитину тримайте на своєму лікті обличчям вниз, Ваш лікоть опирається на стегно.
2. Тильною частиною долоні 5 разів обережно, але досить різко постукайте дитину по спині посередині. Комбінація сили тяжіння та ударів по спині має вивільнити стороннє тіло.
3. Поверніть дитину обличчям вгору, тримаючи її на своєму передпліччі, положення голови нижче положення тулуба, якщо попередня дія не допомогла. Використовуючи два пальці, які слід покласти на середину груднини малюка, зробіть 5 компресій грудної клітки.
4. Повторюйте 5 ударів по спині та 5 надавлювань на грудну клітку, якщо дихання не відновилось. Викликайте невідкладну медичну допомогу.
5. Починайте СЛР, якщо одна з методик допомогла звільненню дихальних шляхів, але дихання дитини не відновилось.